# Michael Gough
Pour les articles homonymes, voir Michael Gough (homonymie).
Michael Gough, né le 23 novembre 1916 à Kuala Lumpur en Malaisie (alors colonie britannique) et mort le 17 mars 2011 à Londres, est un acteur britannique.

## Biographie

### Carrière
Il est resté célèbre pour ses apparitions dans les films d'horreur de la Hammer Film Productions entre les années 1960 et 1970.
Comme avec l'acteur Vincent Price précédemment ou l'acteur Christopher Lee par la suite, le cinéaste Tim Burton décide de collaborer avec un grand nom du cinéma d'horreur,. Ainsi, Gough décroche le rôle du majordome Alfred Pennyworth dans le film Batman de 1989, puis Batman, le défi en 1992, tous deux mettant en scène Michael Keaton dans le rôle titre,.
À l'instar de Pat Hingle qu reprend le rôle du commissaire Gordon, Gough reste fidèle au personnage dans les deux autres volets de la franchise signés Joel Schumacher : Batman Forever en 1995 avec Val Kilmer et Batman & Robin en 1997 avec George Clooney,,.
Gough retrouve Burton en 1999 dans Sleepy Hollow, ce dernier lui offrant également deux rôles vocaux successivement, à savoir l'Elder Gutknecht dans son film d'animation Les Noces funèbres en 2005, puis le Dodo dans Alice au pays des merveilles en 2010,.

### Décès
Gough est décédé le 17 mars 2011 à Londres, en Angleterre, après une courte bataille contre le cancer du pancréas.
Il a été incinéré, un service commémoratif a été tenu, et ses cendres ont été dispersées en mer.
Il laisse dans le deuil sa quatrième épouse Henriette, sa fille Emma et ses fils Simon (qui est marié à l'actrice Sharon Gurney) et Jasper.
Michael Keaton, son partenaire dans les deux Batman de Tim Burton, a dit que Gough était doux et charmant, et a écrit : « À Mick - mon majordome, mon confident, mon ami, mon Alfred. Michael (Mr Wayne) Keaton ».
Gough a été ajouté dans In Memoriam aux 18e Screen Actors Guild Awards.

## Filmographie

### Cinéma
- 1947 : Jusqu'à ce que mort s'ensuive (Blanche Fury) de Marc Allégret : Laurence Fury
- 1948 : Anna Karenine de Julien Duvivier : Nicholai
- 1948 : Sarabande (Saraband for Dead Lovers) de Basil Dearden : Prince Charles
- 1949 : La Mort apprivoisée (The Small Back Room) de Michael Powell et Emeric Pressburger : Capt. Dick Stuart
- 1950 : Blackmailed de Marc Allégret : Maurice Edwards
- 1950 : Ha'penny Breeze de Frank Worth
- 1950 : No Resting Place de Paul Rotha : Alec Kyle
- 1951 : L'Homme au complet blanc (The Man in the White Suit) de Alexander Mackendrick : Michael Corland, Textile Mill Owner
- 1951 : Night Was Our Friend de Michael Anderson : Martin Raynor
- 1953 : Twice Upon a Time de Emeric Pressburger : Mr. Lloyd
- 1953 : La Rose et l'Épée (The Sword and the Rose) de Ken Annakin : Duc de Buckingham
- 1953 : Échec au roi (Rob Roy, the Highland Rogue) de Harold French : Duc de Montrose
- 1955 : The Last Reunion de Eric Portman : Hugo
- 1955 : Richard III de Laurence Olivier : Dighton, premier meurtrier
- 1956 : Vainqueur du ciel (Reach for the Sky) de Lewis Gilbert : L'instructeur de vol Pearson
- 1957 : Intelligence Service (Ill Met by Moonlight) de Emeric Pressburger et Michael Powell : Andoni Zoidakis
- 1958 : Model for Murder de Terry Bishop : Kingsley Beauchamp
- 1958 : Le Cauchemar de Dracula (Dracula) de Terence Fisher : Arthur Holmwood
- 1958 : De la bouche du cheval (The Horse's Mouth) de Ronald Neame : Abel
- 1959 : The House in the Woods de Maxwell Munden : Geoffrey Carter
- 1959 : Crimes au musée des horreurs (Horrors of the Black Museum) de Arthur Crabtree : Edmond Bancroft
- 1961 : Candidate for Murder de Peter Sellers : Donald Edwards
- 1961 : Mr. Topaze de Peter Sellers : Tamise
- 1961 : Konga de John Lemont (en) : Dr Charles Decker
- 1961 : What a Carve Up! de Pat Jackson : Fisk
- 1962 : Le Fantôme de l'Opéra (The Phantom of the Opera) de Terence Fisher : Lord Ambrose d'Arcy
- 1963 : Black Zoo de Robert Gordon : Michael Conrad
- 1963 : Une tahitienne au collège (Tamahine) de Philip Leacock : Cartwright
- 1964 : Game for Three Losers de Gerry O'Hara : Robert Hilary
- 1965 : Le Train des épouvantes (Dr Terror's House of Horrors) de Freddie Francis : Eric Landor le peintre dans le sketch : "La main baladeuse"
- 1965 : Le Crâne maléfique (The Skull) de Freddie Francis : Un actionnaire
- 1967 : They Came from Beyond Space de Freddie Francis : Le maître de la lune
- 1967 : La Ronde sanglante / Le Cercle de sang (Bezerk!) de Jim O'Connolly : Dorando
- 1968 : La Maison ensorcelée (Curse of the Crimson Altar) de Vernon Sewell : Elder
- 1968 : Un soir, un train d'André Delvaux : Jeremiah
- 1969 : Love (Women in Love) de Ken Russell : Tom Brangwen
- 1969 : Promenade avec l'amour et la mort (A Walk with Love and Death) de John Huston : Mad Monk
- 1970 : The Corpse / (Crucible of horror) / (The velvet house) de Viktors Ritelis : Walter Eastwood
- 1970 : Julius Caesar de Stuart Burge : Metellus Cimber
- 1970 : Trog de Freddie Francis : Sam Murdock
- 1970 : Le Messager (The Go-Between) de Joseph Losey : Mr. Maudsley
- 1972 : Les Six femmes d'Henry VIII (Henry VIII and His Six Wives) de Waris Hussein : Norfolk
- 1972 : Le Messie sauvage (Savage Messiah) de Ken Russell : Monsieur Gaudier
- 1973 : La Griffe de Frankenstein (Horror Hospital) d'Antony Balch : Dr Christian Storm
- 1973 : La Maison des damnés (The Legend of Hell House) de John Hough : Emeric Belasco
- 1975 : Galileo de Joseph Losey : Sagredo
- 1976 : Esclave de Satan (Satan's Slave) de Norman J. Warren : Oncle Alexandre Yorke
- 1978 : Ces garçons qui venaient du Brésil (The Boys from Brazil) de Franklin J. Schaffner : M. Harrington
- 1978 : L'Amour en question d'André Cayatte : Sir Baldwin
- 1982 : Venin (Venom) de Piers Haggard : David Ball
- 1983 : L'Habilleur (The Dresser) de Peter Yates : Frank Carrington
- 1984 : Memed My Hawk de Peter Yates : Kerimoglu
- 1984 : Top secret ! de Jim Abrahams : Dr Paul Flammond
- 1984 : Oxford Blues de Robert Boris : Docteur Ambrose
- 1985 : Out of Africa : Souvenirs d'Afrique (Out of Africa) de Sydney Pollack : Lord Delamere
- 1986 : Caravaggio de Derek Jarman : Cardinal Del Monte
- 1987 : Machenka de John Goldschmidt : Vater
- 1987 : Le Quatrième protocole (The Fourth Protocol) de John Mackenzie : Sir Bernard Hemmings
- 1988 : Rarg de Tony Collingwood : Voix
- 1988 : L'Emprise des ténèbres (The Serpent and the Rainbow) de Wes Craven : Schoonbacher
- 1989 : Strapless de David Hare : Douglas Brodie
- 1989 : Batman de Tim Burton : Alfred Pennyworth
- 1990 : The Garden de Derek Jarman
- 1991 : The Wanderer d'Andy Crabb : Le vieux soldat
- 1991 : L'Âge de vivre (Let Him Have It) de Peter Medak : Lord Goddard
- 1992 : Batman, le défi (Batman Returns) de Tim Burton : Alfred Pennyworth
- 1993 : Wittgenstein de Derek Jarman : Bertrand Russell
- 1993 : Le Temps de l'innocence (The Age of Innocence) de Martin Scorsese : Henry van der Luyden
- 1993 : L'Heure du Cochon (The Hour of the Pig) de Leslie Megahey : Magistrate Boniface
- 1994 : Qui a tué le chevalier (Uncovered) de Jim McBride : Don Manuel
- 1994 : A Village Affair de Moira Armstrong : Sir Ralph Unwin
- 1994 : Nostradamus de Roger Christian : Jean de Remy
- 1995 : Batman Forever de Joel Schumacher : Alfred Pennyworth
- 1997 : Batman & Robin de Joel Schumacher : Alfred Pennyworth
- 1998 : The Whisper de Willie Christie : Nikolay 1947 (Court-métrage)
- 1998 : What Rats Won't Do de Alastair Reid : Un juge
- 1998 : St. Ives de Harry Hook : Comte de Saint-Yves
- 1999 : Sleepy Hollow - La légende du cavalier sans tête de Tim Burton : Notaire James Hardenbrook
- 1999 : La Cerisaie (The Cherry Orchard) de Michael Cacoyannis : Feers
- 2005 : Les Noces funèbres de Tim Burton (Corpse Bride) : Elder Gutknecht (Voix)
- 2010 : Alice au pays des merveilles de Tim Burton : Le Dodo (Voix)
- 2011 : Batman: Year One de Sam Liu et Lauren Montgomery : Le chauffeur

### Télévision
- 1946 : Androcles and the Lion (téléfilm) : Spintho
- 1951 : Androcles and the Lion (téléfilm) : Capitaine
- 1953 : Wednesday Theatre (série télévisée) : Brama-Glinsky
- 1954 : Stage by Stage: The Relapse or, Virtue in Danger (téléfilm) : Loveless
- 1955 : Sherlock Holmes (série télévisée) : Mr. Russel Partridge
- 1956 : Lily Palmer Theatre (série télévisée) : L'étranger
- 1956 : Assignment Foreign Legion (série télévisée) : André La Palme
- 1959 : Jules César (téléfilm) : Cassius
- 1959 : Dancers in Mourning (série télévisée) : Ecuyer Mercer
- 1960 : Robin des Bois (série télévisée) : Boland
- 1961 : Rendezvous (série télévisée) : Scionneau
- 1962 : Drama 61-67 (série télévisée) : Charles
- 1964 : Count of Monte Cristo (série télévisée) : DeVillefort
- 1964 : Le Saint (série télévisée) : Colin Phillips
- 1964, 1965 et 1967 : Theatre 625 (série télévisée) : Clodius Polcher / Geoffrey Melville / Harry
- 1965 : Undermind (en) (série télévisée) : Rev. Austen Anderson
- 1965 : The Man in Room 17 (série télévisée) : Andrei Konev
- 1965 : The Wednesday Play (série télévisée) : Le docteur
- 1965 et 1967 : Chapeau melon et bottes de cuir (The Avengers) (série télévisée) : Dr Clement Armstrong / Nutski
- 1966 : Alice in Wonderland (série télévisée) : March Hare
- 1966-1967 : Orlando (série télévisée) : Harry Prentice
- 1966 : Doctor Who (série télévisée) : « The Celestial Toymaker » : Le fabricant de jouets / Conseiller Hedin
- 1967 : Pride and Prejudice (série télévisée) : Mr. Bennet
- 1968 : Detective (série télévisée) : Holroyd
- 1968 : For Amusement Only (série télévisée) : Henry
- 1968 : Journey to the Unknown (série télévisée) : Royal
- 1968 : Les Champions (série télévisée) : Major Ross
- 1971 : Kate (série télévisée) : Alan Tatley
- 1971 : The Search for the Nile (série télévisée) : David Livingstone
- 1972 : Spy Trap (série télévisée) : Cooper
- 1972 : Colditz (série télévisée) : Major Schaeffer
- 1972 : The Man Who Came to Dinner (téléfilm) : Beverly Carlton
- 1973 : Poigne de fer et séduction (série télévisée) : Shkoder
- 1973 : The Rivals of Sherlock Holmes (série télévisée) : Le gouverneur
- 1973 : Moonbase 3 (série télévisée) : Sir Benjamin Dyce
- 1973, 1979 et 1983 : Crown Court (série télévisée) : Dr De Quincey / Justice Galbraith
- 1974 : The Gift of Friendship (téléfilm) : Bill Wakely
- 1974 : QB VII (série télévisée) : Dr Fletcher
- 1974 : Shoulder to Shoulder (série télévisée) : Dr Richard Pankhurst
- 1974 : La Chute des aigles (série télévisée) : Helphand
- 1974 : Late Night Drama (série télévisée) : Potter
- 1974 : Microbes and Men (série télévisée) : Sir Almroth Wright
- 1974 : Notorious Woman (série télévisée) : Henri de Latouche
- 1974 : Jennie: Lady Randolph Churchill (série télévisée) : Reverend Yule
- 1975 : Sutherland's Show (série télévisée) : James Shaw
- 1975-1976 : Centre Play (série télévisée) : Père
- 1976 : Shades of Greene (série télévisée) : Ransom
- 1976 : Life and Death of Penelope (série télévisée) : Winthrop
- 1979 : Suez 1956 (téléfilm) : Sir Anthony Eden
- 1980 : Blake's 7 (série télévisée) : Hower
- 1981 : Retour au château (série télévisée) : Docteur Grant
- 1982 : Inside the Third Reich (téléfilm) : Dr Rust
- 1982 : Les Gens de Smiley (en) (Smiley's People) (série télévisée) : Mikhel
- 1982 : The Agatha Christie Hour (série télévisée) : Sir Georges Durand
- 1982 : Strangers (série télévisée) : Professeur Whittingham
- 1982 : Witness of the Prosecution (téléfilm) : Juge
- 1982 : Play for Today (série télévisée) : Professeur Burrows
- 1982 : Cymbeline de Elijah Moshinsky (téléfilm) : Belarius
- 1983 : Doctor Who (série télévisée) : « Arc of Infinity » : Le Conseiller Hedin
- 1983 : To the Lighthouse (téléfilm) : Mr. Ramsay
- 1983 : The Citadel (série télévisée) : Sir Jenner Halliday
- 1983 : Andy Robson (série télévisée) : Arhur
- 1984 : L'Amour en héritage (série télévisée) : Un cardinal
- 1984 : The Biko Inquest (téléfilm) : Professeur Loubser
- 1984 : A Christmas Carol (téléfilm) : Mr. Poole
- 1985 : Arthur the King (téléfilm) : Archbishop
- 1986 : Screen Two (série télévisée) : Peter
- 1986 : Ladies in Charge (série télévisée) : Arthur James
- 1986-1987 : The Little Vampire (série télévisée) : Oncle Ludwig / Oncle Theodore
- 1987 : Inspecteur Morse (série télévisée) : Philip Ogleby
- 1987 : A Killing on the Exchange (téléfilm) : Charles Makepeace
- 1987 : Screenplay (série télévisée) : Albani
- 1989 : Mystery!: Campion (série télévisée) : Mr. Hayhoe
- 1989 : After the War (série télévisée) : Professeur Charlie Rampling
- 1989 : Screen One (série télévisée) : Mr. Maggs
- 1989 : The Shell Seekers (téléfilm) : Roy Brookner
- 1989 : Blackeyes (série télévisée) : Maurice James Kingsley
- 1989 : The Shell Seekers (téléfilm) : Roy Broockner
- 1990 : Boon (série télévisée) : Donald Bannerman
- 1991 : The Diamond Brothers (série télévisée) : Mr. Waverly
- 1991 : Sleepers (téléfilm) : Andrei Zorin
- 1991 : Children of the North (téléfilm) : Arthur Apple
- 1992 : The Good Guys (en) (série télévisée) : Hector
- 1995 : Une délicate affaire (téléfilm) : Sir Ralph Unwin
- 1995 : La Vision d'Hélène Walker (The Haunting of Helen Walker) (téléfilm) : Barnaby
- 1996 : Young Indiana Jones: Travels with Father (téléfilm) : Leo Tolstoy
- 2003 : Dame Edna Live at the Palace (téléfilm) : Alfredo

## Distinctions
Michael Gough a reçu peu de distinctions durant sa longue carrière au cinéma et à la télévision. Il a seulement été récompensé en 1957 d'un British Academy Television Award en tant que Meilleur acteur puis nommé quelques années plus tard, en 1972, aux British Academy Film Awards en tant que Meilleur acteur dans un rôle secondaire pour Le Messager.
Au théâtre, le comédien a aussi excellé et obtenu de nombreuses nominations : en 1979 et 1988, les Drama Desk Award et les Tony Award le nomme en tant que Meilleur acteur dans un second rôle, respectivement pour Bedroom Farce et Breaking the Code. Michael Gough ne sera récompensé que d'un Tony Award pour Bedroom Farce, pièce de théâtre écrite par le célèbre dramaturge britannique Alan Ayckbourn.